# Гексаиодоплатинат(IV) водорода
Гексаиодоплатинат(IV) водорода — неорганическое соединение,
комплексный иодид металла платины
с формулой H2[PtI6],
кристаллы,
растворяется в воде с разложением,
образует кристаллогидраты.

## Получение
- Растворение иодида платины(IV) в иодистоводородной кислоте:

{\displaystyle {\mathsf {PtI_{4}+2HI\ {\xrightarrow {}}\ H_{2}[PtI_{6}]}}}

## Физические свойства
Гексаиодоплатинат(IV) водорода образует кристаллы.
Растворяется в воде с разложением.
Образует кристаллогидрат состава H2[PtI6]•9H2O — красно-чёрные кристаллы.

## Химические свойства
- Разлагается при нагревании:

{\displaystyle {\mathsf {H_{2}[PtI_{6}]\ {\xrightarrow {100^{o}C}}\ PtI_{4}+2HI}}}